# 돔구장

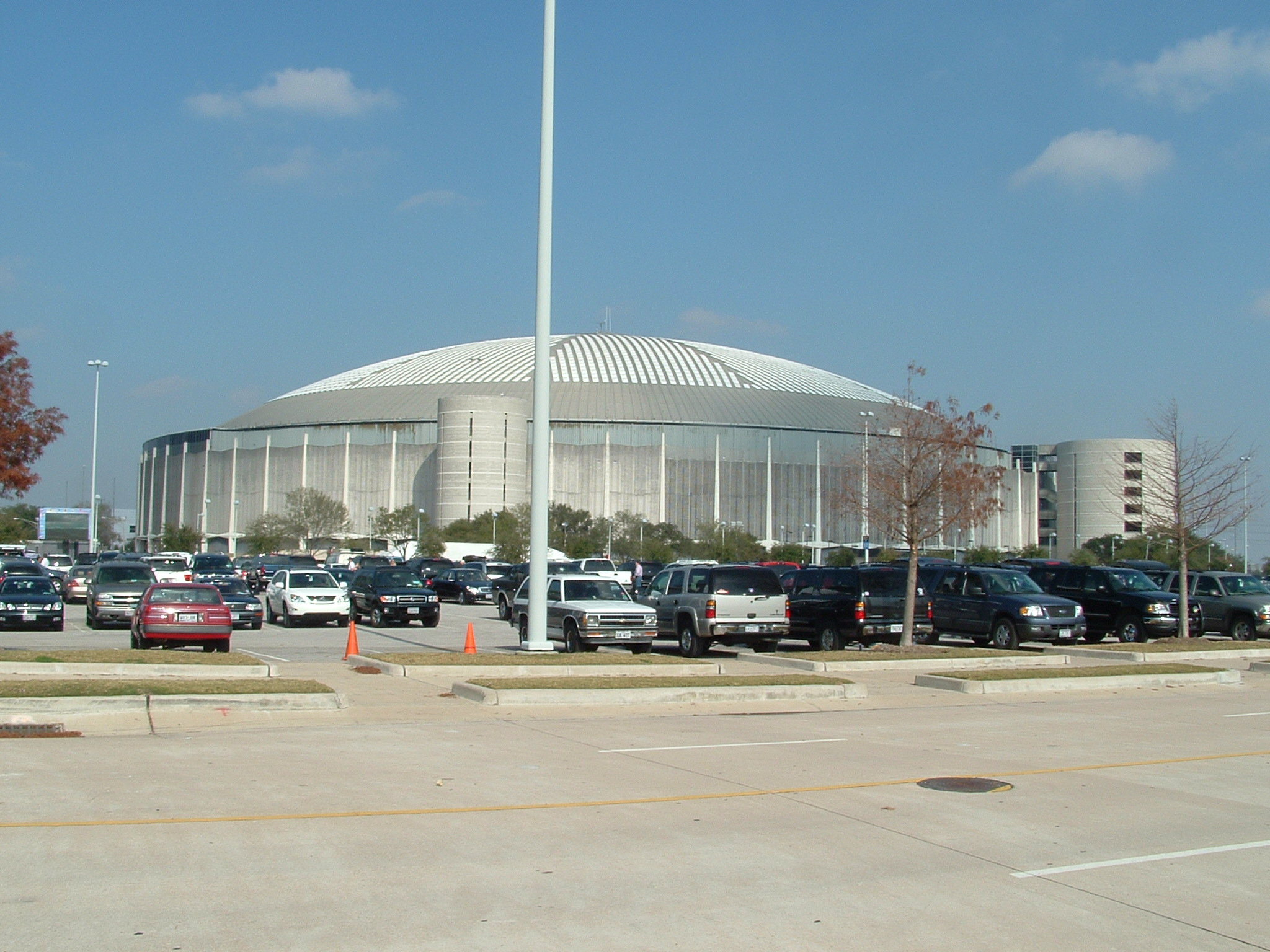
미국 텍사스주에 있는 릴라이언트 스타디움

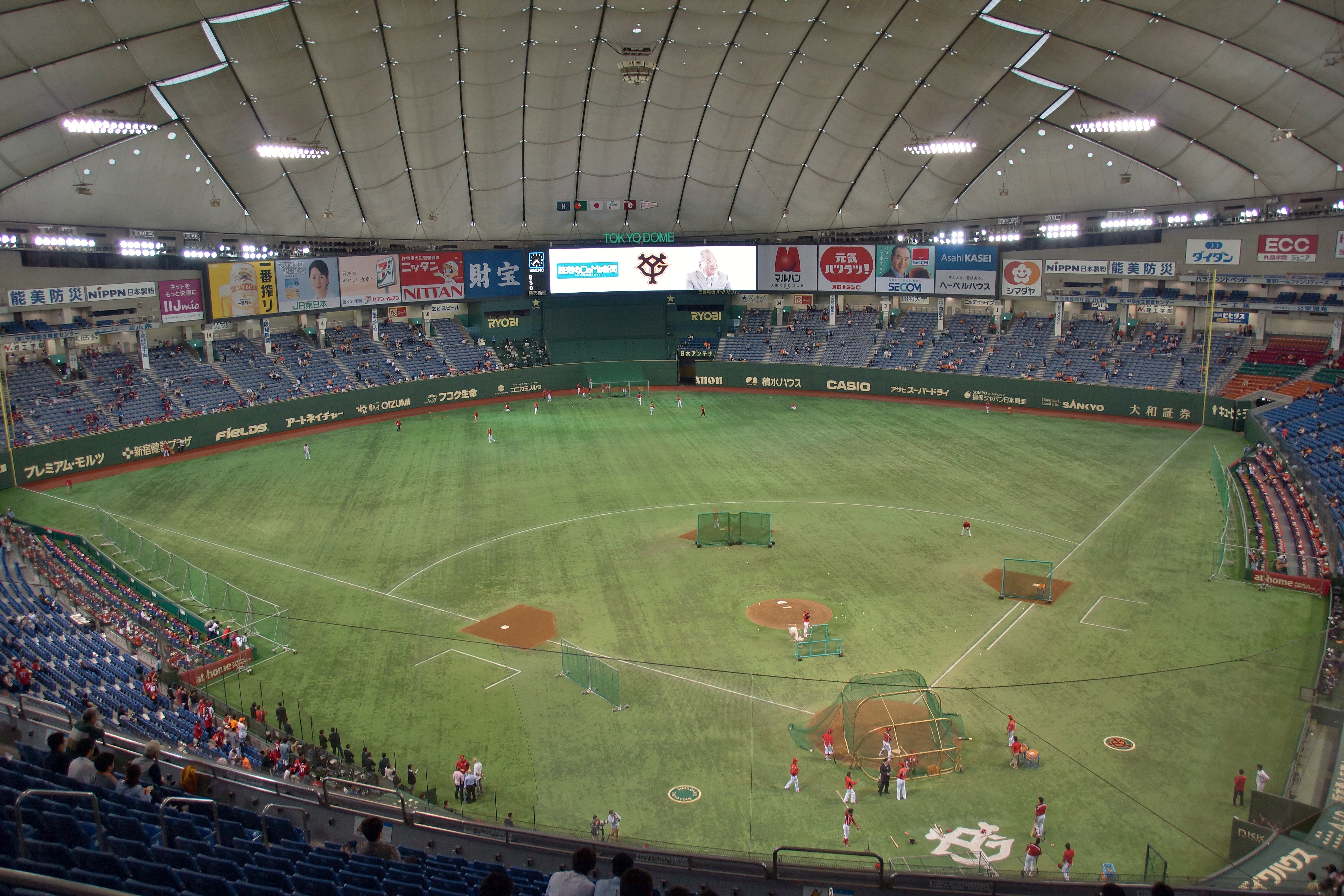
도쿄 돔 내부 전경

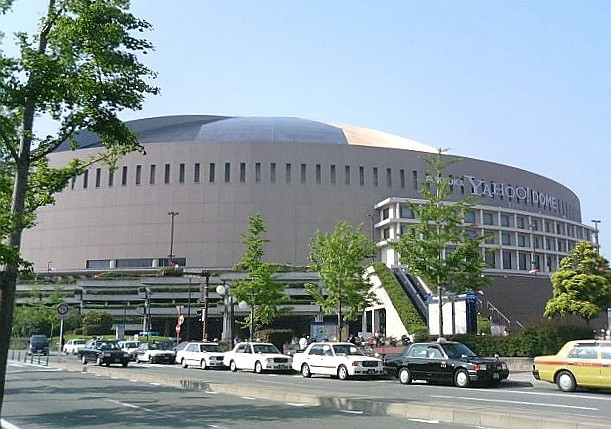
일본 최초의 개폐식 돔구장인 후쿠오카 돔 전경

돔구장(Domed stadium)은 돔 형태의 경기장을 의미한다.

## 나라별 돔구장 현황

### 대한민국
- 고척스카이돔

### 미국
- 릴라이언트 스타디움
- 트로피카나 필드
- 체이스 필드
- 로저스 센터
- T-모바일 파크

### 일본
- 도쿄 돔
- 삿포로 돔
- 나고야 돔
- 오사카 돔
- 후쿠오카 돔
- 세이부 돔

### 중화민국
- 타이베이 돔

## 같이 보기
- 대한민국의 야구장 목록
- 돔구장 목록